# Middleton (Nouvelle-Zélande)

Middleton est une banlieue à prédominance industrielle et de vente en gros de la cité de Christchurch, située dans l’île du Sud de la Nouvelle-Zélande .

## Situation
Elle est localisée à l’ouest de la cité de Christchurch, entre la banlieue de Wigram et celle d’Addington, et immédiatement au sud de Upper Riccarton.

## Accès
Une jonction routière majeure, reliant la route State Highway 73 /S H73 (en), la route S H 75 (en), et la route S H 76 (en), est située tout près de l’angle sud-ouest de la banlieue de Middleton, et un important terrain de sports nommé, Horncastle Arena (en) est aussi tout proche de la limite est de la banlieue de Middleton.